# Закон Гримма
Закон Гримма, или закон Раска — Гримма (другие названия — первое [общегерманское] передвижение [первый сдвиг, перебой] согласных), — фонетический процесс в истории прагерманского языка, заключавшийся в изменении индоевропейских смычных согласных. Впервые описан в 1814 году (иногда называется 1818 год) датским языковедом Расмусом Раском, а в 1822 году полностью сформулирован и исследован немецким филологом Якобом Гриммом, чьё имя в конечном счёте и получил. Сам Гримм использовал термин «передвижение звуков» (нем. Lautverschiebung). Закон Гримма (наряду с законом Вернера) считают одним из самых известных фонетических законов в компаративистике.

## Описание процесса
Сущность первого передвижения согласных можно представить в виде следующей схемы:
Спирантизация глухих (вероятно, через стадию глухих придыхательных или аффрикат):
- пра-и.е. *p → прагерм. *ɸ (позднее, по-видимому, уже в отдельных германских языках перешёл в *f, однако в реконструкции прагерманских праформ традиционно вместо *ɸ пишется *f)[9]
- пра-и.е. *t → прагерм. *þ (θ)
- пра-и.е. *k → прагерм. *x (часто записывается как χ) → *h
- пра-и.е. *kʷ → прагерм. *xʷ (часто записывается как χʷ) → *hʷ

Оглушение звонких:
- пра-и.е. *b → прагерм. *p
- пра-и.е. *d → прагерм. *t
- пра-и.е. *g → прагерм. *k
- пра-и.е. *gʷ → прагерм. *kʷ

Спирантизация звонких придыхательных (которые в конце истории прагерманского языка перешли в смычные после носовых и в удвоении, *ƀ и *ð также в начале слова, а *ð после *l и z, но сохранили спирантный характер в остальных положениях):
- пра-и.е. *bʰ → прагерм. *ƀ (β) → *ƀ / *b
- пра-и.е. *dʰ → прагерм. *ð → *ð / *d
- пра-и.е. *gʰ → прагерм. *ǥ (ɣ) → *ǥ / *g
- пра-и.е. *gʷʰ → прагерм. *ǥʷ → *ǥʷ / *gʷ

А. Мейе полагал, что передвижение согласных стало возможным из-за смены носителями прагерманского языка характера артикуляции с такого, при котором голосовые связки смыкаются (при произнесении глухих) или начинают вибрировать (при произнесении звонких) одновременно с началом произнесения согласного (как в романских или славянских языках), на такой, при котором смыкание или вибрация связок запаздывают относительно начала произнесения согласного (как в северонемецких и некоторых армянских говорах).
Иногда передвижение трактуется не как один процесс, а как три последовательных: сперва произошла спирантизация глухих, за ней последовало оглушение звонких и, наконец, осуществилась спирантизация звонких придыхательных. Однако, согласно П. Кречмеру, последовательность процессов была обратной.
Сопоставление праиндоевропейских и прагерманских согласных, затронутых законом Гримма:
|                        | губные | зубные | велярные | лабиовелярные |
| ---------------------- | ------ | ------ | -------- | ------------- |
| Глухие взрывные        | p      | t      | k        | kʷ            |
| Звонкие взрывные       | b      | d      | g        | gʷ            |
| Звонкие придыхательные | bʰ     | dʰ     | gʰ       | gʷʰ           |

|                                         | губные | зубные | велярные | лабиовелярные |
| --------------------------------------- | ------ | ------ | -------- | ------------- |
| Глухие взрывные                         | p      | t      | k        | kʷ            |
| Глухие фрикативные                      | ɸ      | þ      | x        | xʷ            |
| Звонкие фрикативные                     | ƀ      | đ      | ǥ        | ǥʷ            |
| Звонкие взрывные (аллофоны фрикативных) | [b]    | [d]    | [g]      | [gʷ]          |

### Примеры
Спирантизация глухих:
| Передвижение | Формы германских языков                                                                         | Праформа и соответствия в других языках                                                  |
| ------------ | ----------------------------------------------------------------------------------------------- | ---------------------------------------------------------------------------------------- |
| *p → f       | прагерм. *fehu > гот. faíhu, др.-англ. feoh, др.-в.-нем. fihu, др.-сканд. fé «скот»             | пра-и.е. *pék̂u > др.-инд. पशुः (IAST: páśu), лат. pecu «скот»                              |
| *t → þ       | прагерм. *þrejez > гот. þreis, др.-англ. ðrí, др.-в.-нем. drī, др.-сканд. þrír «три»            | пра-и.е. *trejes > др.-инд. त्रयः (IAST: trayaḥ), др.-греч. τρεῖς, лат. trēs «три»         |
| *k → h       | прагерм. *hertan > гот. haírtō, др.-англ. heorte, др.-в.-нем. herza, др.-сканд. hjarta «сердце» | пра-и.е. *k̂erd- / *k̂ṛd- > др.-греч. καρδία, лат. cor «сердце»                            |
| *kʷ → hʷ     | прагерм. *hʷaþeraz > гот. hvaþar, др.-англ. hwœþer «который (из двух)»                          | пра-и.е. *kʷoteros > др.-инд. कतरः (IAST: kataráḥ), др.-греч. πότερος «который (из двух)» |

Оглушение звонких:
| Передвижение | Формы германских языков                                                                      | Праформа и соответствия в других языках                                                           |
| ------------ | -------------------------------------------------------------------------------------------- | ------------------------------------------------------------------------------------------------- |
| *b → p       | прагерм. *deupaz > гот. diups, др.-англ. dēop, др.-в.-нем. tiof, др.-сканд. djúpr «глубокий» | пра-и.е. *dʰeubus > лит. dubùs «глубокий»                                                         |
| *d → t       | прагерм. *twō > гот. twai, др.-англ. twā, др.-сканд. tveir «два»                             | пра-и.е. *dwoh1 > др.-инд. द्व (IAST: dva), др.-греч. δύο, лат. duō «два»                          |
| *g → k       | прагерм. *knewan > гот. kniu, др.-англ. cnēo(w), др.-сканд. kné «колено»                     | пра-и.е. *ĝónu > др.-инд. जानु (IAST: jā́nu), др.-греч. γόνυ, лат. genu «колено»                     |
| *gʷ → kʷ     | прагерм. *kʷikwos > *kʷikʷaz > др.-англ. cwic, др.-сканд. kvikr «живой»                      | пра-и.е. *gʷih3wos > санскр. जीवः (IAST: jīváḥ) «живой», лат. vīvus «живой», др.-греч. βίος «жизнь» |

Спирантизация звонких придыхательных:
| Передвижение | Формы германских языков                                                                                                | Праформа и соответствия в других языках                                                                                         |
| ------------ | --- | --- |
| *bʰ → *b     | прагерм. *brōþēr > гот. brōþar, др.-англ. brōðor, др.-сканд. bróðir «брат»                                             | пра-и.е. *bʰréh2tēr > др.-инд. भ्राता (IAST: bhrā́tā) «брат», др.-греч. φράτηρ «член фратрии», лат. frāter, ст.‑слав. братръ «брат» |
| *dʰ → *d     | прагерм. *midjaz > гот. midjis, др.-англ. middel «средний»                                                             | пра-и.е. *médʰjos > др.-инд. मध्यः (IAST: mádhyaḥ), лат. medius «средний»                                                         |
| *gʰ → g      | прагерм. *gans > др.-англ. gōs, др.-в.-нем. gans, др.-сканд. gás «гусь»                                                | пра-и.е. *ĝʰans > др.-инд. हंसः (IAST: hamsáḥ), др.-греч. χήν, лат. (h)anser «гусь»                                               |
| *gʷʰ → gʷ    | прагерм. *sangʷaz > др.-англ. saggws «песня», др.-англ. sang «звук, пение», др.-в.-нем. song, др.-сканд. sǫngr «песня» | пра-и.е. *songʷʰ- > др.-греч. ὀμφή «голос, звук, пение»                                                                         |

### Исключения
Непосредственно после спиранта [s] глухие [p], [t], [k] в спирант не переходят. В группе из двух смычных спирантизируется только первый:
| Переход  | Формы германских языков                                                                  | Праформа и соответствия в других языках                                         |
| -------- | ---------------------------------------------------------------------------------------- | ------------------------------------------------------------------------------- |
| *sp → sp | прагерм. *spurnanan > др.-англ. spurnan «пинать»                                         | пра-и.е. *spŗnh1- > лат. sperno «отделяю, отстраняю, отвергаю»                  |
| *st → st | прагерм. *gastiz > гот. gasts, др.-англ. giest                                           | пра-и.е. *gʰostis > лат. hostis «иностранец, враг», ст.‑слав. гость             |
| *sk → sk | прагерм. *fiskaz > гот. fisks, др.-англ. fisc, др.-в.-нем. fisc, др.-сканд. fiskr «рыба» | пра-и.е. *pisk- > лат. piscis «рыба»                                            |
| *pt → ft | прагерм. *haftaz > гот. hafts, др.-англ. hœft, др.-в.-нем. haft «связанный»              | пра-и.е. *kh2ptos > лат. captus «схваченный»                                    |
| *kt → ht | прагерм. *ahtōu > гот. ahtau, др.-англ. eahto, др.-в.-нем. ahto «восемь»                 | пра-и.е. h3oḱtoh3(u) > др.-греч. ὀκτώ, лат. octō, тохар. A okät, B okt «восемь» |

Ещё одно исключение заключается в том, что праиндоевропейское сочетание *-tt- в прагерманском языке на стыке морфем переходило в *-ss-:
пра-и.е. *wittos > прагерм. *wiss- > гот. gawiss «связь».

## Причины первого передвижения согласных
В науке нет установившегося мнения о причинах первого передвижения согласных в прагерманском языке. На данный момент существует четыре теории:
1. Психологическая теория. Принадлежит самому Гримму. По его мнению, передвижение согласных объясняется особым характером германцев, их свободолюбием. В данный момент теория последователей не имеет[29].
2. Географическая теория. Германцы некоторое время селились в горах, где разреженный воздух влиял на дыхание и следовательно на произношение согласных. Теория пользовалась некоторой популярностью в XIX веке, сейчас практически не имеет сторонников. И психологическая, и географическая теории не соответствуют современным представлениям о причинах фонетических процессов.
3. Теория догерманского субстрата. Согласно данной теории, некоторые особенности германских языков, в том числе закон Гримма, вызваны действием субстратного языка, на котором говорил побеждённый и ассимилированный германцами народ.
4. Глоттальная теория. По этой теории, постулирующей для праиндоевропейского языка систему смычных, отличающуюся от традиционной (на место звонких смычных помещаются глоттализованные согласные), германские языки преобразовали индоевропейскую систему смычных не путём передвижения согласных как такового, а рядом других процессов: 1) утрата серией глоттализованных признака глоттализации, 2) спирантизация звонких придыхательных в середине слова и утрата ими дополнительного признака придыхательности в начале слова, 3) спирантизация глухих придыхательных. Согласно глоттальной теории, германские языки сохраняют более архаичную систему согласных, чем большинство других индоевропейских языков[30].

|                | глоттализованные | звонкие | глухие |
| -------------- | ---------------- | ------- | ------ |
| губные         | (p')             | b[h]    | p[h]   |
| зубные         | t'               | d[h]    | t[h]   |
| палатовелярные | k̂'               | ĝ[h]    | k̂[h]   |
| велярные       | k'               | g[h]    | k[h]   |
| лабиовелярные  | kw'              | gw[h]   | kw[h]  |

|                | глухие | звонкие | глухие фрикативные |
| -------------- | ------ | ------- | ------------------ |
| губные         | (p)    | b\β     | f                  |
| зубные         | t      | d\ð     | θ                  |
| палатовелярные | —      | —       | —                  |
| велярные       | k      | g\γ     | h                  |
| лабиовелярные  | kw     | gw\γw   | hw                 |

## Хронология
Немецкий учёный Ф. Клуге относит время действия закона Гримма ко II тысячелетию до н. э. Его соотечественник А. Бах так же датирует начало действия закона и полагает, что к 500 году до н. э. процесс уже завершился. А. Мейе датирует процесс последними столетиями до нашей эры.
Первое передвижение отражено в следующих заимствованиях из латыни и кельтских языков в германские языки:
- лат. Graecus «греки» > гот. krekos, др.-в.-нем. kriahha;
- лат. Volca «вольк» > др.-в.-нем. walh, др.-англ. wealh;
- кельтск. rīg- «король» > гот. reiks.

Однако ценность этих свидетельств для хронологии первого передвижения согласных оспаривается теми учёными, которые считают, что в данном случае мы имеем дело с субституцией иноязычных звуков при заимствовании.
Французский учёный Ж. Фурке, основываясь на отражении закона Гримма в надписи на шлеме из Негау, относит действие закона к 500 году до н. э.

## Типологические параллели
Почти аналогичное прагерманскому передвижение согласных произошло в протоармянском языке:
|               | Латынь  | Древнегреческий | Санскрит | Армянский |
| ------------- | ------- | --------------- | -------- | --------- |
| «отец»        | pater   | πατήρ           | pitā́     | hayr      |
| «то»          | (is)tud | τό              | tat      | thē       |
| «десять»      | decem   | δέκα            | dáśan    | tasn      |
| «женщина»     | -       | γυνή            | jániḥ    | kin       |
| «несу»        | fero    | φέρω            | bharāmi  | berem     |
| «делаю/кладу» | feci    | τίθημι          | dadhāmi  | dir       |
| «горячий»     | fornax  | θερμός          | gharmaḥ  | jerm      |

Сходные процессы обнаружены в некоторых китайских диалектах и чадских языках.
Подобное же передвижение согласных отличает южную группу языков банту от их северных соседей:
|              | Прото-банту | Коса   | Сото |
| ------------ | ----------- | ------ | ---- |
| «скручивать» | *kama       | khama  | xama |
| «три»        | *tatu       | thathu | raru |
| «давать»     | *pa         | pha    | φa   |

## История открытия

### Постановка вопроса
Конец XVIII — начало XIX века ознаменовались бурным развитием сравнительно-исторического направления в языкознании. Родство языков, позднее названных индоевропейскими, стало очевидным после открытия санскрита — древнего священного языка Индии. Уильям Джонс установил, что в грамматических структурах и глагольных корнях, существующих в санскрите, латыни, греческом, готском языках, наблюдается строгое, систематическое сходство, причём количество сходных форм слишком велико, чтобы его можно было объяснить простым заимствованием. Его работу продолжил Ф. фон Шлегель, предложивший сам термин «сравнительная грамматика» в труде «О языке и мудрости индийцев» (1808), сравнивая между собой санскрит, персидский, греческий, немецкий и другие языки, развил теорию своего предшественника, постулируя необходимость особо внимательного отношения к сравнению глагольных спряжений и роли морфологии в «сравнительной грамматике».
Однако германские языки для ранних компаративистов являлись настоящим камнем преткновения, вплоть до того, что раздавались голоса, сомневавшиеся в отнесении этой группы к индоевропейским, так как по совершенно непонятным в то время причинам германские постоянно демонстрировали резкое расхождение в произношении согласных с санскритом, греческим, латынью, причём изменение это, казалось, не являло собой системы. Так, индоевропейскому корню со значением «есть» (др.-греч. ἔδω «ем», лат. edo «ем», др.-инд. अद्मि (IAST: admi) «ем») в английском языке соответствует «eat», а в немецком — «essen». Латинскому «dies» (день) по-английски, как и, казалось бы, следовало ожидать, соответствует «day», но в немецком языке по совершенно непонятным причинам используется слово «Tag».
Навести порядок в противоречащих друг другу формах казалось совершенно немыслимым; Уильям Джонс даже не пытался это сделать, ограничившись осторожным замечанием что «готский несомненно имеет единое с санскритом происхождение, но сильно искажён иной языковой привычкой».

### Расмус Раск. Первоначальная формулировка
Расмус Кристиан Раск прожил короткую, но очень насыщенную жизнь, посвятив её путешествиям, а также изучению множества живых и мёртвых языков, сопоставлявшихся им для определения родства. Следует сказать, что он первым определил круг языков, позднее названных индоевропейскими. Он же понимал язык как природную сущность, некий организм, для изучения которого пытался привлечь недавно разработанный Карлом Линнеем метод классификации растений. Этим он раз и навсегда порывал с романтической мистикой, свойственной ранним компаративистам, в частности, Фридриху Шлегелю, по мнению которого, рождение санскрита («материнского языка») объявлялось единовременным мистическим актом, порождённым божественной волей. Раск первым провозгласил правило, по которому опираться при сравнении языков следовало не только — и не столько — на лексические соответствия, сколько на грамматические параллели, единство структур.
В 1811 году вышла его работа «Грамматика исландского и древненорвежского языков», в которой Раск среди параллельных процессов, связывающих эти языки с прочими индоевропейскими, говорит и о законе изменения согласных звуков (или, по терминологии того времени, «согласных букв»). Следует сказать, что эти переходы замечали и раньше, но никто и никогда не занимался специальной их разработкой, не говоря уже о том, чтобы понять стоящий за этими переходами закон. Не понял его и Раск, не придав особого значения своему открытию. Для него, как и для многих других компаративистов, мельчайшей и неделимой основой языка выступало слово, основой компаративистики — грамматика, и потому фонетические изменения просто не привлекли его внимания, и решающий шаг так и не был сделан. Современные исследователи отмечают, что Раск в своих формулировках всё же допустил одну ошибку, позднее исправленную Гриммом. По его мнению, индоевропейскому b также соответствует b в германских. Объяснение этой неточности, по-видимому, состоит в том, что звук этот не слишком распространён был в изучаемых языках, и у Раска не нашлось достаточно примеров для сравнения. Второй раз о передвижении согласных Раск говорит в своей работе «Undersogelse om det gamle nordiske eller islandske Sprogs Oprindelse» (в переводе с дат. — «Исследование о происхождении древнего норвежского или исландского языка.»), где вновь кратко сформулировал правило перехода p — f, t — th, k — h.

### Якоб Гримм. Окончательная формулировка
Якоб Гримм, старший из двух братьев, начинал как романтик, участник т. н. гейдельбергского кружка ценителей и собирателей немецкого фольклорного материала. Вместе с братом Вильгельмом он собирал и публиковал народные песни, сказки, поэтические творения мейстерзингеров, песни Старшей Эдды. Однако в 31-летнем возрасте (в 1816 году) Якоб Гримм постепенно стал отходить от фольклористики, всё больше времени посвящая лингвистическим занятиям. Переписываясь с Раском, он заинтересовался сравнительно-историческим языкознанием и в 1816 году выпустил с ним в соавторстве первую свою работу, посвящённую разработке теории явления, впоследствии названного i-умлаутом. Это исследование, изложенное, как было принято в то время, в открытом письме к Георгу Фридриху Бенеке, вызвало резко негативную реакцию; так, Фридрих Шлегель, не слишком стесняясь в выражениях, объявил этимологии Гримма «вавилонским смешением языков», создать которое мог лишь полный невежда, не имеющий представления даже об азах той науки, за которую взялся. Шлегель закончил свою филиппику советом начинающему автору, прежде чем писать самостоятельные работы, серьёзно изучить науку о языке.
Гримм воспринял критику конструктивно; принял совет Шлегеля и, начиная с 1816 года, полностью погрузился в лингвистические занятия. Следующей его работой стала четырёхтомная «Немецкая грамматика», написание которой растянулось с 1819 до 1837 года. Первый том вышел в 1819 году. В это время Гримм ещё ничего не знал о работе своего предшественника, но вскоре после этого времени он получил в своё распоряжение шведское издание «Исландской грамматики», что подвигло его полностью переработать свой труд, прибавив к уже написанному второй том, полностью посвящённый на этот раз законам фонологии. Этот второй том составлял 595 страниц, и среди прочего там была изложена формулировка закона, в дальнейшем названного его именем. Новое издание вышло из печати в 1822 году. Сам Гримм никогда не скрывал, что был знаком с «Исландской грамматикой» Раска, более того — отзывался о ней в самых лестных выражениях в предисловии к своему труду и нескольких письмах, датированных началом 1820-х годов.

## Значение и последствия
Главным последствием открытия Раска — Гримма для современников стала окончательная доказанность принадлежности германских языков к индоевропейской языковой семье. Кроме того, слово перестало быть единым и неделимым элементом языка, но распалось на составляющие звуки. Фонетические исследования, ранее считавшиеся второстепенными и проводившиеся от случая к случаю, заняли своё место рядом с грамматикой и морфологией.
Но, как это часто бывает с большими достижениями, в полной мере смысл закона Гримма раскрылся значительно позднее — во второй половине XIX века. Сам Гримм оставил своё открытие без внятного объяснения (если не считать таковым идею о свободолюбивом германском характере). Только в работах младограмматической школы родилось понятие фонетического закона, объединявшего внешне разнообразные случаи в единую систему перехода. Основой этого нового понятия стал закон Гримма.